# Вазописцы-пионеры

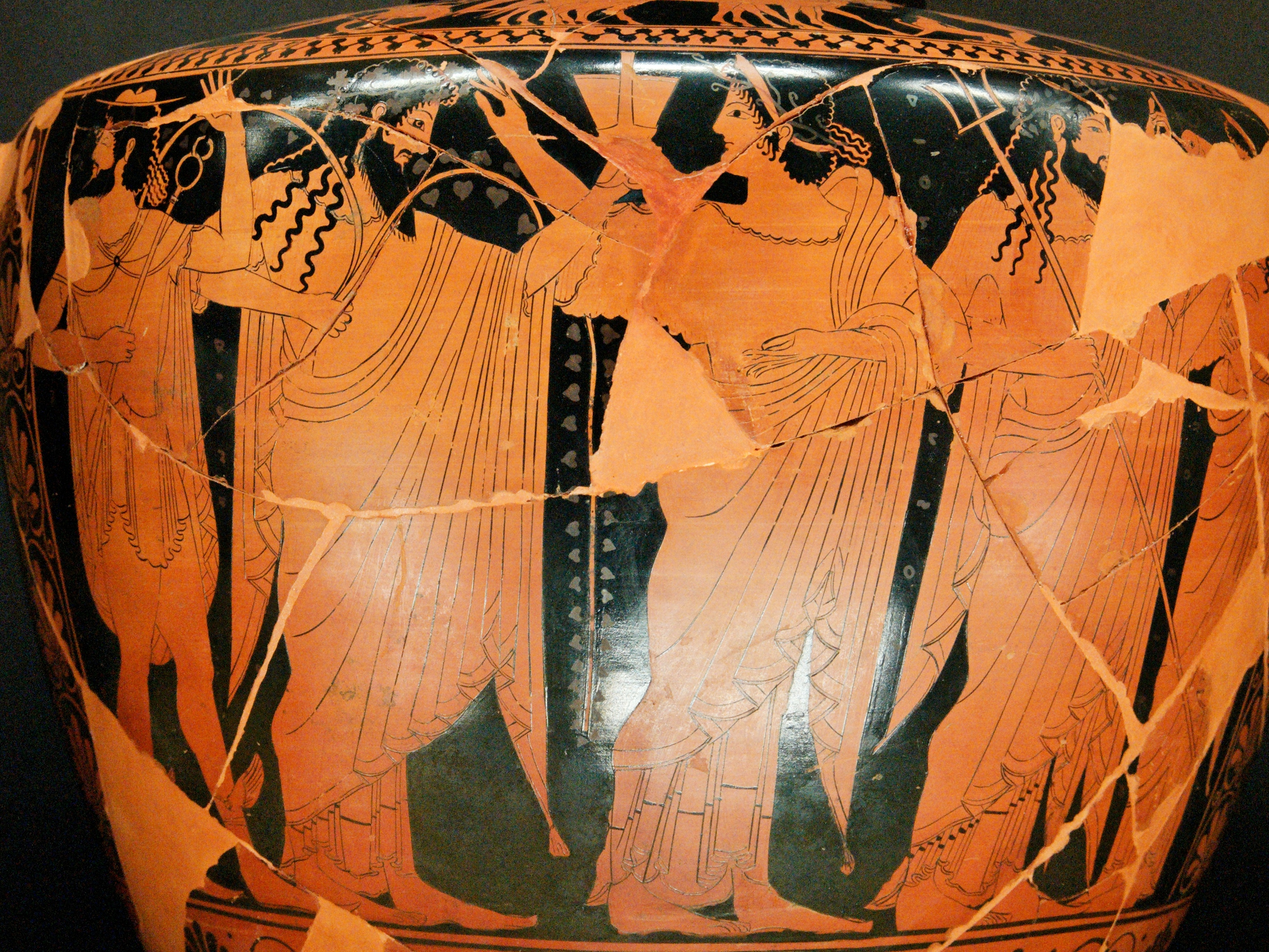
Гермес, Дионисий, Ариадна и Посейдон, аттическая гидрия, вазописцы-пионеры, Этрурия

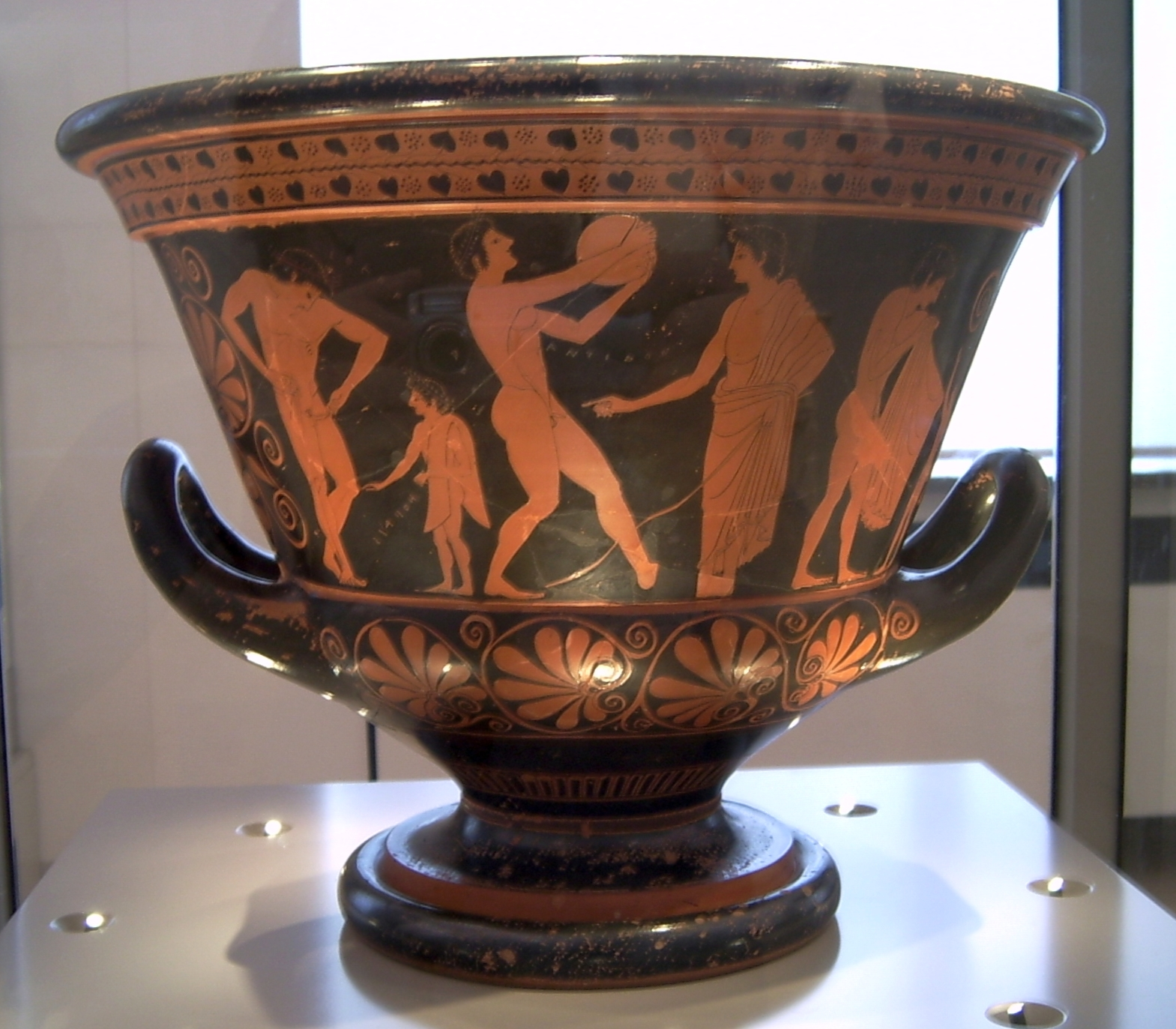
Килик — кратер с изображением атлета при подготовке к соревнованиям в палестре. Приписывается вазописцу Евфронию. Около 510—500 до н. э. Античное собрание. Берлин

Вазописцы-пионеры — обобщающее название группы вазописцев краснофигурной керамики, которые работали в квартале Керамик, квартале гончаров Афин, в конце VI — начале V века до нашей эры; охарактеризованы Джоном Бордманом как первое сознательное художественное движение в западной традиции.
К группе вазописцев-пионеров относились художники Евфроний, Евфимид, Смикрос, Гипс, вазописец Дикеоса и Финтий. Первым исследователем, который установил художественную согласованность этих вазописцев, был британский археолог Джон Бизли, хотя не существует никаких документальных свидетельств деятельности этой группы: все известное нам о вазописцах-пионерах основано на их сохранившихся работах.
Вазописцы-пионеры не были новаторами краснофигурной техники, но довольно поздно приняли практику, разработанную такими вазописцами билингвы, как Андокид и Псиакс. Примерно через 10 лет начал работать Евфроний, около 520 до н. э. В своей работе группа вазописцев-пионеров часто делает ссылки друг на друга, довольно часто в игриво-соревновательном духе. В частности, Евфимид на одной из своих ваз сделал надпись, что переводится с древнегреческого — «как никогда Евфроний» (Мюнхен 2307). Их работа отличается простым изображением одежды, смелой обработкой анатомии, экспериментальным использованием ракурса и тяготением к изображению сцен симпосиев.